# John H. Noble

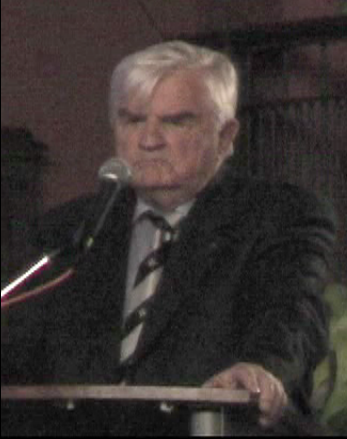
John H. Noble podczas przemówienia w Nossen (Niemcy)

John H. Noble (ur. 4 września 1923 w Detroit, zm. 10 listopada 2007) – Amerykanin, więzień sowieckiego Gułagu, autor dwóch książek opisujących jego przeżycia z tamtego okresu. Noble urodził się w Detroit, a następnie wraz z ojcem i innymi członkami rodziny osiedlił się w Niemczech.

## Uwięzienie

### Radzieckie Więzienie Specjalne
Pod koniec 1945 roku 23-letni wówczas Noble został aresztowany wraz z ojcem przez radzieckie siły okupacyjne w Dreźnie. Umieszczono go w znajdującym się wówczas pod sowiecką kontrolą byłym hitlerowskim obozie koncentracyjnym. Aresztowanie wynikało z decyzji sowieckiego komisarza, w związku z posiadaniem przez rodzinę Noble zakładu produkującego dobrej jakości kamery Practica - Kamera-Werkstaetten Guthe & Thorsch factory oskarżono męskich członków rodziny o szpiegostwo przeciwko ZSRR. Jednakże komisarz nie zdołał dostarczyć swoi przełożonym wystarczających dowodów takich oskarżeń w tym kamer, w związku z czym sam później został uwięziony. Obozem koncentracyjnym w którym osadzono rodzinę Noble był były obóz Buchenwald, wówczas przemianowany na Radzieckie Więzienie Specjalne nr 2. 
W przeciwieństwie do swego ojca, Charlesa A. Noble, który został uwolniony w 1952 John został skazany na kolejne 15 lat w 1950 i przetransportowany do sowieckiego Gułagu, gdy Więzienie Specjalne Numer 2 zostało zamknięte przez sowietów na początku 1950 roku.

### Workuta
John Noble trafił do kompleksu kopalni węgla kamiennego w Workucie, położonej na północnym końcu linii kolejowej prowadzącej przez Ural.
Podczas swego uwięzienia wykorzystywano go do różnego rodzaju prac, był między innymi opiekunem łaźni dla personelu. Jest wymieniany jako jeden z przywódców buntu w Workucie, który wybuchł w lipcu 1953. Według jego relacji, obóz w Workucie i wiele pobliskich obozów zostało całkowicie opanowanych przez grupę 400 więźniów, którzy następnie podjęli wędrówkę ku oddalonej o setki kilometrów na zachód Finlandii, zanim zostali pojmani i straceni. We wszystkich obozach szybko przywrócono kontrolę państwa.
Noble zdołał przemycić na zewnątrz obozu wiadomość przeznaczoną dla jego krewnych w Niemczech, którzy przekazali ją dalej do USA. Trafiła ona do amerykańskiego Departamentu Stanu, który formalnie zażądał jego uwolnienia. Ostatecznie, Noble został uwolniony w 1955 roku wraz kilkoma innymi amerykańskimi więźniami wojskowymi, po osobistej interwencji prezydenta USA Dwighta Eisenhowera.

## Po uwolnieniu
W połowie lat 90. XX wieku Noble ponownie osiadł w Dreźnie, mieście w którym został aresztowany 50 lat wcześniej. Zakład (lecz już nie markę Praktica) zwrócono na własność rodzinie Noblów. Noble zmarł na zawał serca 1 listopada 2007.
John Noble opublikował dwie książki o swoich przeżyciach:
- I Found God in Soviet Russia, John Noble i Glenn D Everett (1959) (Hardcover).
- I Was a Slave in Russia, John Noble (Broadview, Illinois: Cicero Bible Press, 1961).